# Hotel Jałta w Pradze
Hotel Jałta – hotel zlokalizowany w Pradze, przy Placu Wacława.

## Historia
Hotel został zbudowany w miejscu, w którym stał jeden z 3 domów, zbombardowanych w 1945 na tym placu przez Armię Czerwoną w trakcie działań powstania praskiego, znanego też pod określeniem rewolucji majowej. Pierwsza koncepcja przewidywała wybudowanie w tym miejscu hotelu III kategorii.
Obiekt stanowi przykład późnego czeskiego socrealizmu. Został zbudowany w latach 1954‒1958, według projektu Antonína Tenzera, zaproszonego do udziału w pracach przez prezydenta Antonina Zapotockiego. Był to najbardziej znamienity projekt tego architekta. Budynek skorzystał z uniwersalnych wzorów stylu socrealistycznego, który był popularny w wielu krajach centralnej i wschodniej Europy w początku lat 50. XX wieku. Detal fasady uzupełniono jednak bogatym wystrojem rzeźbiarskim, czerpiącym z czeskiego stylu narodowego lat 20. XX wieku. Wnętrza hotelowe wykonane były z wyjątkowym przepychem. Po oddaniu do użytku był to najbardziej reprezentacyjny hotel w Pradze, niejednokrotnie goszczący najwyższych zagranicznych dostojników partyjnych i państwowych. W latach 70.  mieściła się w nim ambasada RFN.

## Schron przeciwatomowy
Hotel wyposażono (na poziomie −2) w 3-piętrowy schron atomowy na 150-280 osób. Przewidywano, iż będzie pełnił rolę szpitala Sztabu Generalnego, z około 30 osób personelu, lub miejscowej siedziby sztabu Układu Warszawskiego. Żelbetonowe stropy są 3 m grubości i były wzmocnione ołowiowymi płytami. W 1997 schron został wykreślony z rejestru tego rodzaju obiektów. Miał kilka wyjść zapasowych, np. do sąsiedniego budynku i na pl. Wacława. Do dziś nie odkryto zaś tajnego wejścia z ulicy Politických vězňů. Od 2013 w schronie mieści się Muzeum Zimnej Wojny (Muzeum studené války).